# Calendulauda burra
Calendulauda burra é uma espécie de ave da família Alaudidae. Ela é encontrada na África do Sul e, possivelmente, na Namíbia. Os seus habitats naturais são: matagal árido tropical ou subtropical e campos de gramíneas subtropicais ou tropicais secos de baixa altitude. Está ameaçado pela perda do seu habitat.